# 1909 na rádio
Nesta página encontrará referências aos acontecimentos directamente relacionados com a rádio ocorridos durante o ano de 1909.

## Eventos
- A voz do tenor Enrico Caruso é transmitida do Metropolitan Opera House de Nova York.

## Nascimentos
| Data         | Nome                               | Profissão                            | Nacionalidade | Observações | Ref |
| ------------ | ---------------------------------- | ------------------------------------ | ------------- | ----------- | --- |
| 7 de maio    | Joaquim Silvério de Castro Barbosa | cantor, ator, compositor e humorista | Brasil        | m. 1975     |     |
| 18 de agosto | Adolfo Simões Müller               | escritor e jornalista                | Portugal      | m. 1989     |     |

## Mortes
| Data | Nome | Profissão | Nacionalidade | Observações | Ref |
| ---- | ---- | --------- | ------------- | ----------- | --- |